# Лазарев, Илья Семёнович
Илья́ Семёнович Ла́зарев (27 июля 1925 — 26 декабря 2002) — старшина Красной армии, участник Великой Отечественной войны и полный кавалер ордена Славы.

## Биография
Родился 25 июля 1925 года в селе Первая Фёдоровка (Бузулукский уезд, Самарская губерния) в крестьянской семье. По национальности — русский. В 1940 году окончил 6 классов сельской школы, но из-за смерти матери был вынужден бросить учёбу и для того, чтобы помогать семье, устроиться работать слесарем в колхоз.
В январе 1943 года Илья Лазарев был призван в Красную армию, в боях Великой Отечественной войны начал участвовать с октября (по другим данным — февраля) 1943 года. Изначально был заряжающим миномётного расчёта 82-мм миномёта в 427-м стрелковом полку (192-я стрелковая Оршанская Краснознамённая дивизия).
Во время боя 25 декабря 1943 года, отражая контратаку противника, Илья Семёнович получил тяжёлое ранение, но продолжал оставаться в строю до конца боя. Курс лечения прошёл в Калинине. В июне 1944 года вернулся на передовую и добился того, чтобы его снова направили в тот полк, в котором он служил ранее. Был зачислен в пулемётчики и вскоре стал командиром пулемётного расчёта. Летом 1944 года отличился в ходе Белорусской операции, также отличился во время боёв за Оршу, Минск, Вильнюс и Каунас.
Участвовал в Прибалтийской наступательной операции. 6 октября 1944 года во время боя близ деревни Габши (Расейнский уезд, Литовская ССР) Илья Лазарев пулемётным огнём способствовал продвижению советских стрелковых подразделений и вывел из строя два станковых пулемёта противника вместе с их расчётами и двух вражеских снайперов. Приказом по частям 192-й стрелковой дивизии № 106 от 9 ноября 1944 года сержант Илья Лазарев был награждён орденом Славы 3-й степени.
Принял участие в Восточно-Прусской наступательной операции. 13 января 1945 года близ населенного пункта Фоленталя, Восточная Пруссия (ныне — посёлок Новоуральск, Краснознаменский район, Калининградская область) сержант Илья Лазарев находясь в составе стрелковой цепи продвинулся к траншее противника и пулемётным огнём уничтожил 3 вражеские пулеметные точки, чем обеспечил захват советскими стрелковыми формированиями двух траншей противника. Приказом по войскам 39-й армии № 179 от 21 февраля 1945 года сержант Илья Лазрев был награждён орденом Славы 2-й степени.
Принял участие в штурме города-крепости Кёнигсберга. Во время боёв с 6 по 7 апреля 1945 года близ Варгена (ныне село Котельниково, Зеленоградский район, Калининградская область) и Ландкайма (не существующий более населённый пункт), Илья Лазарев, выполнял боевое задание по отделению кёнигсбергского гарнизона от вражеской группировки на Земландском полуострове, прикрывая огнём из пулемёта наступающие стрелковые формирования, уничтожил 4 пулемётных расчёта и около 10 солдат противника. Указом Президиума Верховного Совета СССР от 29 июня 1945 года старший сержант Илья Лазарев был награждён орденом Славы 1-й степени, став полным кавалером ордена Славы, но орден был вручен только в 1950 году.
Во время заключительных боёв в апреле 1945 года на территории Восточной Пруссии получил второе тяжёлое ранение и практически год проходил курс лечения в эвакуационном госпитале в Ульяновске. Демобилизовался в июне 1946 года в звании старшины.
После демобилизации проживал в Ульяновске. С сентября 1949 года работал  на Ульяновском приборостроительном заводе. Был вахтёром вневедомственной охраны, с октября 1949 года — паяльщиком, с января 1960 года — регулировщиком, с июня 1969 года — плотником-стекольщиком. В 1970 году Илья Лазарев уволился с завода по состоянию здоровья.
Скончался 26 декабря 2002 года и был похоронен на 188-м участке Северного кладбища Ульяновска.

## Награды
Илья Семёнович Лазарев был награждён следующими наградами:
- Орден Отечественной войны 1-й степени (11 марта 1985);
- Полный кавалер ордена Славы:

- Орден Славы 1-й степени (29 июня 1945 — № 1689);
- Орден Славы 2-й степени (21 февраля 1945 — № 3751);
- Орден Славы 3-й степени (9 ноября 1944 — №184319);

- Медаль «За отвагу» (29 сентября 1944)[9];
- Медаль «За боевые заслуги» (4 декабря 1944)[10];
- Медаль «За взятие Кёнигсберга»;
- также ряд прочих медалей.

## Память
В апреле 2015 года именем Ильи Семёновича Лазарева была названа школа в которой он учился в селе Первая Фёдоровка, а в мае того же года на здании этой школы была установлена мемориальная табличка.